# Norbert Bisky
Norbert Bisky (né en 1970) est un peintre allemand. Il est considéré comme l'un des prinicipaux artistes contemporains allemands, rattaché à la peinture figurative du 21e siècle,.

## Vie
Norbert Bisky naît à Leipzig et grandit en République Démocratique Allemande au sein d'une "famille très communiste, qui croyait vraiment à tous ces trucs",.
Bisky étudie de 1994 à 1999 la peinture à l'Université des arts de Berlin. Durant son master, il est élève auprès de George Baselitz, mais aussi de Jim Dine dans le cadre de la Salzburg Summer Academy.
En 1995, il effectue une année d'échange à Madrid et y découvre les travaux de Francisco de Goya, Francisco de Zubarán et José de Ribera.
De 2008 à 2010, Norbert Bisky est professeur invité de la HEAD - Haute École d'art et de design de Genève, puis de 2016 à 2018 à la HBK de Brunswick,. Durant l'année 2015, lui et l'artiste Erez Israeli (en), basé à Tel Aviv, échangent leurs studios pour trois mois.

## Travaux
Les premiers tableaux de Norbert Bisky sont souvent décrits comme inspirés par le Réalisme socialiste, l'art officiel dans la RDA. En comparant la croyance dans le communisme à une religion, il retravaille ses souvenirs d'enfance en peignant ces « images du paradis » et ces « fausses promesses » en des visions de corps idéalisés et de nature intacte. Ces œuvres grand-format dépeignent souvent des adolescents.
Des années plus tard, les peintures de Bisky évolueront toujours plus vers des thèmes plus sombres. Les pertes de proches, l'expérience du terrorisme, des voyages au Brésil, mais aussi certaines couvertures d'événements par les médias, l'inciteront à se pencher sur des sujets tels que la violence, la sexualité et la destruction, symbolisées par des formes, souvent flottantes, tombantes, en rotation, sans le moindre axe gravitationnel,. Ces silhouettes en chute libre, bien ancrées dans l'inconscient collectif à la suite des images véhiculées par les médias lors des attentats du 11 septembre 2001, explorent l'évanescence de la jeunesse, la perte d'autonomie, l'isolation ainsi que la désintégration de la civilisation moderne.
Ce tumulte esthétique qui entoure les silhouettes se voit ponctué par la fécondation croisée de références à l'idéologie chrétienne, l'histoire de l'art, la culture gay, la pornographie et à des visions de l'apocalypse,. À travers cela, Bisky fait passer une impression d'instabilité sur le canevas, laquelle finit par entrer en résonance avec le monde contemporain.
En mai 2013, BIsky crée sa première mise en scène pour la pièce Masse par le Staatsballett Berlin (Ballet de Berlin). La première a lieu dans le légendaire club Berghain; elle sera l'objet d'un documentaire par la réalisatrice allemande Nicole Graf.
Depuis mai 2017, la peinture grand-format Vertigo de Norbert Bisky est exposée bien en évidence dans le hall d'entrée du Berghain et fait ainsi partie intégrante du concept artistique du club, lequel regroupe aussi des œuvres de Wolfgang Tillmann et Joseph Marr.
À l'occasion de la Journée mondiale de la liberté de la presse, Norbert Bisky crée la peinture Rauschen. Celle-ci sera publiée en première page de nombreux quotidiens allemands, en collaboration avec l'Association fédérale allemande des éditeurs de journaux (BDZV: Bundesverband Deutscher Zeitungsverleger) le 3 mai 2019,.
Bisky a été représenté jusqu'en 2023 par la Galerie Templon à Paris et la König Galerie de Berlin. Depuis mars 2025, il est représenté par la galerie Esther Schipper,.

## Expositions
2024
- „Ludology“, Galerie Templon, New York[20]

2023
- „Im Freien“, Kunstverein Freunde Aktueller Kunst, Zwickau[21]
- „Swing State“, Navot Miller & Norbert Bisky, Weserhalle, Berlin, Allemagne[22]

2022
- „UTOPIANISTAS“, Galerie Templon, Paris
- „Taumel“, Galerie König, Berlin, Allemagne[23]
- „Kurpark“, Cokkie Snoei Gallery, Rotterdam, Pays-Bas[24]
- „Walküren-Basislager“, Staatsoper Stuttgart, Stuttgart, Allemagne[25]
- „Mirror Society“, SCAD Museum of Art, Savannah, USA[26]

2021
- „DISINFOTAINMENT", G2 Kunsthalle, Leipzig, Allemagne[27]

2020
- „Unrest“, Fabienne Levy, Lausanne[28]
- „Metrocake“, KÖNIG TOKIO, Tokyo[29]
- „Berlin Sunday“, Le Confort Moderne, Poitiers[30]
- „Desmadre Berlin”, Galerie Templon, Paris[31]

2019
- „RANT”, Villa Schöningen, Potsdam, Allemagne[32] / „POMPA”, St. Matthäus-Kirche, Berlin, Allemagne[33]
- "Tainted Love/Club Edit", Villa Arson, Nice, France[34]

2018
- "Fernwärme", Museum Langmatt, Baden, Suisse[35]
- "Hope and Hazard: A Comedy of Eros", commissaire: Eric Fischl, Hall Art Foundation, Reading, USA[36]
- "Boezemvriend" (avec Grit Hachmeister), Cokkie Snoei Gallery, Rotterdam, Pays-Bas[37]

2017
- "Trilemma", Galerie König, Berlin, Allemagne[38]
- "Die Revolution ist tot. Lang lebe die Revolution!", Kunstmuseum Bern, Berne, Suisse[39]
- "MISSING: Der Turm der blauen Pferde by Franz Marc – Contemporary artists in search of a lost masterpiece", Haus am Waldsee, Berlin, Allemagne[40]

2016
- "Dies Irae", Crone Wien, Vienne, Autriche[41]
- "A FUGA", Galeria Baró, São Paulo, Brésil[42]
- "Elective Affinities – German Art Since The Late 1960s", Latvian National Museum of Art, Riga, Lettonie[43]
- "Zeitgeist – Arte da Nova Berlim", Centro Cultural Banco do Brasil, Rio de Janeiro, Brésil[44]

2015
- "Hérésie", Galerie Daniel Templon, Bruxelles, Belgique[45]
- "Levinsky Street", Givon Art Gallery, Tel Aviv, Israël[46]
- "Balagan", Bötzow Berlin, Berlin, Allemagne[47]
- "Black Bandits", Haus am Lützowplatz, Berlin, Allemagne[48]

2014
- "Zentrifuge", Kunsthalle Rostock, Rostock, Allemagne
- "Works on Paper", Galerie Daniel Templon, Paris, France[49]
- "Riots", Galería Espacio Mínimo, Madrid, Espagne[50]
- "10", Berghain, Berlin, Allemagne
- "Utopie Picturale 2", Fonderie Kugler, Genève, Suisse[51]

2013
- "Norbert Bisky: Special Report", MEWO Kunsthalle, Memmingen, Allemagne[52]
- "Paraisópolis", Galerie Crone, Berlin, Allemagne[53]

2012
- "Stampede", Leo Koenig Inc., New York, USA[54]
- "I am a Berliner", Tel Aviv Museum of Art, Tel Aviv, Israël[55]
- "Laboratories of the Senses", MARTa Herford, Herford, Allemagne[56]

2011
- "A Retrospective. Ten Years Of Painting", Kunsthalle Marcel Duchamp, Cully, Suisse
- "Decompression", Galerie Daniel Templon, Paris, France

2010
- "befall", Galerie Crone, Berlin, Allemagne[57]
- "Maudit", Galerie Charlotte Moser, Genève, Suisse

2009
- "Mandelkern", Kunstverein Dortmund, Dortmund, Allemagne[58]
- "crossing jordaan", Cokkie Snoei, Rotterdam und Amsterdam, Pays-Bas[59]
- "Nefasto Máximo", Galería Espacio Mínimo, Madrid, Espagne[60]
- "Norbert Bisky: Paintings", Haifa Museum of Art, Haifa, Israël[61]

2008
- "cloud cuckoo land", Gallery Mirchandani + Steinruecke, Mumbai, Inde
- "privat", Galerie Crone, Berlin, Allemagne[62]
- "minimental", Cokkie Snoei Gallery, Rotterdam[63]

2007
- "Ich war’s nicht", Haus am Waldsee, Berlin, Allemagne[64]
- "What's wrong with me", Leo Koenig Inc., New York, USA[65]
- "Behind Innocence", Gallery Hyundai, Séoul, Corée du Sud[66]

2006
- "Total Care", Contemporary Art Center, Vilnius, Lituanie
- "es tut mir so leid", Galerie Michael Schultz, Berlin, Allemagne[67]

2005
- "Norbert Bisky", Studio d’Arte Cannaviello, Milan, Italie[68]
- "Déluge", Galerie Suzanne Tarasiève, Paris, France
- "Malerei", Künstlerhaus Bethanien, Berlin, Allemagne

2004
- "The Proud, the Few", Leo Koenig Inc., New York, USA[69]
- "Abgesagt", Mannheimer Kunstverein, Mannheim, Allemagne
- "Opkomst en Verval", Cokkie Snoei Gallery, Rotterdam, Pays-Bas[70]

2003
- "Schlachteplatte", Galerie Michael Schultz, Berlin, Allemagne[71]

2002
- "Norbert Bisky", Museum Junge Kunst, Frankfurt/Oder, Allemagne

2001
- "Wir werden siegen", Galerie Michael Schultz, Berlin, Allemagne[72]
- "Almauftrieb", Kulturbrauerei Prenzlauer Berg, Berlin, Allemagne
- "Vorkämpfer", Chelsea Kunstraum, Cologne, Allemagne

## Collections publiques
- Hall Art Foundation
- MoMA[73]
- Palm Springs Art Museum, Palm Springs
- Musée national d'art contemporain, Gwacheon, Corée du Sud
- Musée d'Israël, Jérusalem[74]
- Fonds National d'Art Contemporain, Paris, France
- Berlinische Galerie, Berlin
- Deutsche Bank Collection, Francfort-sur-le-Main, Allemagne
- G2 Kunsthalle, Leipzig, Allemagne
- Kunsthalle Rostock, Rostock, Allemagne
- Musée des Beaux-Arts de Leipzig, Allemagne
- Brandenburgisches Landesmuseum für moderne Kunst, Francfort-sur-l'Oder, Allemagne
- Musée Ludwig, Cologne, Allemagne
- Stiftung Kunstforum der Berliner Volksbank, Berlin
- Staatliche Kunsthalle Karlsruhe, Karlsruhe, Allemagne
- Staatsgalerie Stuttgart, Stuttgart, Allemagne
- Schloßmuseum Murnau, Murnau am Staffelsee, Allemagne
- Ellipse Foundation, Lisbonne, Portugal
- The MER Collection, Ségovie, Espagne

## Sources
- Mullins, Charlotte (2006). Painting People: Figure Painting Today. New York: Distributed Art Publishers.  (ISBN 978-1-933045-38-2)